# Balaklava (huyện)
Huyện Balaklava (tiếng Ukraina: Балаклавський район, chuyển tự: Balaklavas'kyi raion) là một huyện của tỉnh Sevastopol thuộc Nga. Huyện Balaklava có diện tích 469 km², dân số theo điều tra dân số ngày 5 tháng 12 năm 2001 là 25719 người với mật độ 55 người/km2. Trung tâm huyện nằm ở ?.